# Stade d'Oyem
Het Stade d'Oyem is een voetbalstadion in de Gaboneese stad Oyem en zal voor het eerst gebruikt worden tijdens de Afrika Cup 2017. In het stadion is ruimte voor 20.500 toeschouwers.

## Afrika Cup 2017
Het stadion wordt gebruikt voor de Afrika Cup van 2017. In dit stadion zullen 5 van de 6 wedstrijden uit poule C worden gespeeld en daarnaast ook nog een wedstrijd in de knock-outfase.
| № | Datum           | Wedstrijd                  | Uitslag | Afrika Cup  |
| - | --------------- | -------------------------- | ------- | ----------- |
| 1 | 16 januari 2017 | Ivoorkust – Togo           | 0 – 0   | Groep C     |
| 2 | 16 januari 2017 | Congo-Kinshasa – Marokko   | 1 – 0   | Groep C     |
| 3 | 20 januari 2017 | Ivoorkust – Congo-Kinshasa | 2 – 2   | Groep C     |
| 4 | 20 januari 2017 | Marokko – Togo             | 3 – 1   | Groep C     |
| 5 | 24 januari 2017 | Marokko – Ivoorkust        | 1 – 0   | Groep C     |
| 6 | 25 januari 2017 | Oeganda – Mali             | 1 – 1   | Groep D     |
| 7 | 29 januari 2017 | Congo-Kinshasa – Ghana     | 1 – 2   | Kwartfinale |

Stade d'Oyem (Oyem) · Stade de Franceville (Franceville) · Stade d'Angondjé (Libreville) · Stade de Port-Gentil (Port-Gentil)